# Ricardo Hicken
Ricardo Hicken fue un dramaturgo, guionista de cine y director de teatro, que nació en Buenos Aires, Argentina en 1896 y falleció en la misma ciudad en 1940.
Estudió ingeniería, música y canto y dio recitales tanto en Buenos Aires como en Rosario. Después de su debut como autor en 1915 con La novia del Floripondio estrenó varias obras con resonante éxito, tales como El profesor Muller, La Virgencita de madera, Maridos caseros, Papá y mamá, La mujer de mi hijo, El gran señor, Familia modelo, y Los cabellos de Sansón, en 1928. Desde 1930 fue director artístico de la Compañía Argentina de Comedias Gómez-Fregues-Olarra, cuyo elenco encabezaba Paulina Singerman, con las cuales presentó la comedia grotesca El defensor, de Molnar, Una chica ultramoderna, adaptada por Hicken y otras obras. Continuó al año siguiente con la compañía Fregues-Singerman-Olarra con piezas tales como El arte de pescar marido, Liliom, La máscara de la sonrisa y El Seppelin, el mismo año dirige la obra Cuando tengas un hijo, de Samuel Eichelbaum y Sueño de una noche nupcial de Rosso de San Secondo.
En el cine dirigió en 1933 el filme Los caballeros de cemento, que fue la primera película argentina sonora sin discos, pues se filmó en 1930, si bien su estreno se demoró y se produjo después del de ¡Tango! y de Los tres berretines.
Se retiró de la actividad por razones de salud a comienzos de la década de 1930 y falleció en Buenos Aires en 1940.

## Filmografía
Guionista
- La virgencita de madera (1937)
- Poncho blanco (1936)
- Los caballeros de cemento (1933)

Director
- Los caballeros de cemento (1933)

## Obras teatrales
- La novia de Floripondio
- El profesor Muller
- La virgencita de madera
- Maridos caseros
- Papá y mamá
- La mujer de mi hijo
- El gran señor
- Familia modelo
- Los cabellos de Sansón
- La fiera dormida
- Una chica ultramoderna
- Todo por ella!
- El maestro Trinidad y su madrina
- El Noy Pepet
- El pariente político
- El rey de los vividores
- El tío soltero
- Entre polleras
- Por fin un varoncito!
- Los señores de Palermo
- Los líos del doctor Álvarez
- Kolossal mujer!
- Dos muchachos modelos
- La posada de la muerte
- Como se corta un metejón
- Frau Lotte enloquece al marido
- El harem de Don Florencio
- Carne de vicio (en colaboración con Ricardo Cappenberg y Claudio Benjamín))
- El cotorro del gallego vintiminas (en colaboración con A. Gaufer)
- Todo por ella!  (en colaboración con Florencio Parravicini)